# OS탄

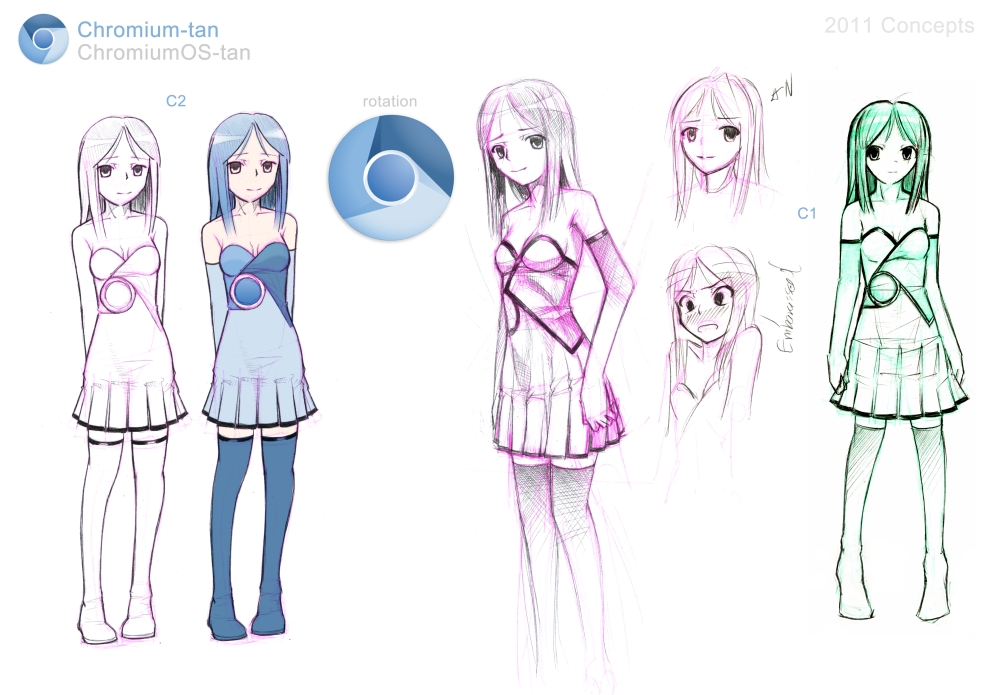

OS탄(일본어: OS/オーエス-たん)은 PC나 네트워크에 관계된 소프트웨어를 모에화한 캐릭터이다. OS땅이라고도 한다.
시리즈·자매·형제 등으로 그려지며, OS걸즈, OS소녀 등으로 불리며 OS형제도 존재한다. 주로 익명 게시판인 후타바 채널의 이미지게시판을 중심으로, 이용자가 주로 사용하던 마이크로소프트의 윈도우 시리즈를 중심으로, 주로 소녀의 모습을 따 모에 의인화되어 있다. 실제 윈도우의 제품명에서 딴 이름이나 애칭으로 불리며, 해당 제품이 가진 특징을 반영한 성격이나 능력·설정 등을 가지고 있다. 윈도 이외의 운영체제나 소프트웨어를 모티브로 하는 캐릭터도 같은 성격을 띤다.

## 같이 보기
- 모에화